# أناستازيا سينيتسينا
أناستازيا سينيتسينا مواليد 3 سبتمبر 1983 في روستوف-نا-دونو، الجمهورية الروسية السوفيتية الاتحادية الاشتراكية، هي لاعبة كرة يد روسية تلعب كظهير أيسر. مثلت منتخب روسيا لكرة اليد للسيدات. تلعب حاليا في الدوري التركي لكرة اليد للسيدات.